# ابن سهلان ساوجی
زین‌الدین عمر بن سهلان ساوجی مشهور به ابن‌سهلان ساوجی (اوایل سدهٔ دوازدهم؛ زاده‌شده در ساوه) فیلسوف، نویسنده و منطقدان ایرانی بود.
وی از معدود کسان از بین فیلسوفان اسلامی بود که سیستم فلسفی ارسطو را زیر سؤال برد. آثار او در منطق و ریاضیات بر شهاب‌الدین سهروردی تأثیر گذاشت.
ابن سهلان معاصر با دوران احمد سنجر پادشاه سلجوقی و امام محمد غزالی بوده‌است.

## آثار
- البصائر النصیریه
- رساله الطیر ابوعلی سینا
- رساله السنجریه فی کائنات العنصریه